# تیسلتون
تیسلتون (به انگلیسی: Thistleton) یک روستا و محله مدنی در بریتانیا است که در راتلند واقع شده‌است. تیسلتون ۹۹ نفر جمعیت دارد.